# Henry Percy, comte Percy
Henry Algernon George Percy,  (21 janvier 1871 – 30 décembre 1909), titré Lord Warkworth jusqu'en 1899 puis comte Percy, est un homme politique britannique conservateur. Il occupe des fonctions politiques, dans le gouvernement de Arthur Balfour en tant que Sous-secrétaire d'État à l'Inde et Sous-Secrétaire d'État aux Affaires Étrangères.

## Biographie
Il est le fils aîné de Henry Percy (7e duc de Northumberland), et de son épouse, Edith, la fille de George Campbell (8e duc d'Argyll). 
Il fait ses études au Collège d'Eton et à Christ Church, à Oxford.
Percy est élu au Parlement pour Kensington Sud en novembre 1895, lors d'une élection partielle, pour remplacer Algernon Borthwick. En août 1902, il est nommé Sous-secrétaire d'État à l'Inde dans le gouvernement conservateur d'Arthur Balfour, un poste qu'il occupe jusqu'en 1903, et devient Sous-Secrétaire d'État aux Affaires Étrangères de 1903 à 1905.
Lord Percy meurt à Paris en décembre 1909, âgé de 38 ans. La cause officielle de la mort est une pleurésie bien qu'il y ait des rumeurs qu'il a été mortellement blessé dans un duel. Des rumeurs circulent qu'il aurait été assassiné sur les ordres de Winston Churchill, et que Percy a été l'amant de Clémentine Hozier, que Churchill épouse en 1908.
Percy n'est pas marié et son jeune frère Alan succède à leur père dans le duché.